# بل‌کویچ (دهانه)
بل‌کویچ یک دهانه برخوردی در ماه‌ است.

## دهانه‌های اقماری
این دهانه ۳ دهانه اقماری دارد.
| Belʹkovich | عرض جغرافیایی | طول جغرافیایی | قطر          |
| ---------- | ------------- | ------------- | ------------ |
| A          | ۵۸.۷° N       | ۸۶.۰° E       | ۵۸.۰ کیلومتر |
| K          | ۶۳.۸° N       | ۹۳.۶° E       | ۴۷.۰ کیلومتر |
| B          | ۵۸.۹° N       | ۸۵.۰° E       | ۱۳.۰ کیلومتر |